# Рок-Спрингс (Вайоминг)
Рок-Спрингс (англ. Rock Springs) — город в округе Суитуотер в американском штате Вайоминг. Население по переписи 2020 года составляет 23 526 человек, что делает его пятым по численности населения городом Вайоминга и самым населённым городом округа Свитуотер.
2 сентября 1885 года в городе произошла бойня, в ходе которой белые шахтёры-иммигранты убили 28 китайских рабочих и ранили по меньшей мере 15.
Расовый состав населения:
- 86,4 % — белых,
- 1,4 % — чёрных или афроамериканцев,
- 1,1 % — азиатов,
- 0,8 % — коренных американцев,
- 0,1 % — выходцев с тихоокеанских островов,
- 7,5 % — других рас.

Доля испаноязычных составила 16,4 % от всех жителей. По возрастному диапазону население распределилось следующим образом: 26,4 % — лица моложе 18 лет, 65,5 % — лица в возрасте 18—64 лет, 8,1 % — лица в возрасте 65 лет и старше.

## Города-побратимы
Грин-Ривер, Вайоминг